# Cheilanthes chrysophylla
Cheilanthes chrysophylla là một loài thực vật có mạch trong họ Adiantaceae. Loài này được Hook. miêu tả khoa học đầu tiên năm 1852.